# The Month
The Month var en engelsk katolsk månadstidning som gavs ut mellan 1864 och 2001. Under nästan hela sin existens ägdes tidningen av Jesuitordens engelska provins, som också bemannade redaktionern. 
Tidningen grundades av Frances Margaret Taylor som också blev dess första chefredaktör. När den första tidningen kom ut i juli 1864 hade den underrubriken "An illustrated magazine of literature, science and art" (motsv. "Illustrerad tidskrift om litteratur, vetenskap och konst"). 
Redan i april året efter såldes tidningen till jesuiterna som ändrade underrubriken till "A magazine and review". Chefredaktören Henry James Coleridge lyckades få många av tidens framstående katoliker att skriva i tidningen, inklusive John Henry Newman vars "Dream of Gerontius" ursprungligen trycktes i The Month. Man lyckades dock refusera Gerard Manley Hopkins "Wreck of the Deutschland". 1884 införlivades Catholic Review, och den nya titeln blev The Month and Catholic Review. Titeln kortades senare till The Month.
Under första halvan av 1900-talet försvagades tidningen. Mellan 1941 och 1946 drogs utgivningen ner till varannan månad. Chefredaktören Philip Caraman, som tillträdde 1948, lyckades dock lyfta tidningen genom en översyn över allt från tryckeri och layout till innehåll och genom att engagera skribenter som Evelyn Waugh, Graham Greene, Edith Sitwell, Muriel Spark och den amerikanske trappistmunken Thomas Merton. 1969 gick även den katolska tidningen Dublin Review upp i The Month. Ungefär vid denna titel fick tidningen undertiteln "A Review of Christian Thought and World Affairs".
2001 lades The Month ner, sedan förhandlingar med Saint Austin Press om köp av tidningen misslyckats. 

## Chefredaktörer
- Frances Margaret Taylor, 1864–1865
- Henry James Coleridge, 1865–1881
- Richard Frederick Clarke, 1882–1894
- John Gerard, 1894–1897
- Sydney Fenn Smith, 1897–1901
- John Gerard, 1901–1912
- Joseph Keating, 1912–1939
- John Murray, 1939–1948
- Philip Caraman, 1948–1963
- Ronald Moffat, 1963–1967
- Peter Hebblethwaite, 1967–1974
- Michael Walsh, 1974–1975
- Hugh Kay, 1976-1986
- John McDade, 1986–1995
- Tim Noble, 1995–2001